# Burleska (muzyka)
Burleska – forma muzyczna powstała w XVIII wieku jako część formy teatralnej o tej samej nazwie (zobacz burleska). Zwykle oparta na formie pieśni. Krzykliwa i groteskowa. Do miana sztuki podniesiona w okresie romantyzmu jako forma wokalna lub instrumentalna. Zachowała swój ludyczny charakter
.
Do znanych burlesek należą:
- Richard Strauss - burleska na fortepian i orkiestrę
- Igor Strawinski - balet Pietruszka - burleska w czterech scenach
- Béla Bartók - burleska na fortepian op. 8 c